# Кангас (озеро)
Кангас, Великое — пресноводное озеро на территории Кестеньгского сельского поселения Лоухского района Республики Карелии и сельского поселения Зареченск Кандалакшского района Мурманской области.

## Общие сведения
Площадь озера — 2,5 км², площадь водосборного бассейна — 25,7 км². Располагается на высоте 120,1 метров над уровнем моря.
Форма озера двухлопастная, продолговатая: оно почти на пять километров вытянуто с северо-запада на юго-восток. Берега возвышенные, скалистые.
Из юго-восточного залива озера вытекает безымянный водоток, который, протекая через озёра Верхние-, Средние- и Нижние Кичаны, впадает в озеро Лопское, через которое протекает река Лопская. Лопская впадает в озеро Пажма, являющееся частью Ковдозера. Через последнее протекает река Ковда, впадающая, в свою очередь, в Белое море.
В озере около десятка небольших безымянных островов, однако их количество может варьироваться в зависимости от уровня воды.
Населённые пункты и дороги вблизи водоёма отсутствуют.
Код объекта в государственном водном реестре — 02020000611102000001822.